# Desespero (livro)
Desespero (Russo: Отчаяние, ou Otchayanie) é o sétimo romance por Vladimir Nabokov, originalmente publicado em russo, serializado no politicado jornal literário Sovremennye zapiski durante 1934. Isso foi então publicado como um livro em 1936, e traduzido para inglês pelo autor em 1937. Maioria das cópias da edição em inglês de 1937 foram destruídas por bombas alemãs durante a II Guerra Mundial; apenas umas poucas cópias permanecem. Nabokov publicou uma segunda tradução em inglês em 1965, isso é agora a única tradução em inglês em impressão.

## Enredo
O narrador e protagonista da história, Hermann Karlovich, um russo de descendência alemã e dono de uma fábrica de chocolate, encontra um homem desabrigado na cidade de Praga, quem ele acredita ser seu doppelgänger. Mesmo embora Felix, o suposto doppelgänger, é aparentemente inconsciente de sua semelhança, Hermann insiste que sua semelhança é mais impressionante. Hermann é casado com Lydia, uma algumas vezes boba e esquecida esposa (de acordo para Hermann) que tem um primo nomeado Ardalion. Isso é pesadamente sugerido que Lydia e Ardalion são, em fato, amantes, embora Hermann continuamente salienta como muito Lydia ama ele. Em uma ocasião Hermann realmente caminha ao par, nu, mas Hermann parece para ser completamente alheio da situação, talvez então deliberadamente. Após algum tempo, Hermann divide com Felix um plano para ambos deles lucrarem de sua compartilhada semelhança por tendo Felix brevemente pretendendo para ser Hermann. Mas após Felix ser disfarçado como Hermann, Hermann mata Felix em ordem para coletar o dinheiro do seguro em Hermann em 9 de março. Hermann considera a presumivelmente trama perfeita de assassinato para ser uma obra de arte em vez de um esquema para ganhar dinheiro. Mas como isso vira fora, não há semelhança qual for entre os dois homens, o assassinato não é 'perfeito', e o assassino está para ser capturado pela polícia em um pequeno hotel na França, onde ele está escondido. Hermann que está escrevendo a narrativa interrompe para um modo de diário ao fim apenas antes de sua catividade, a última entrada é de 1 de abril.

## Plano de fundo

### História da Publicação
Nabokov começou para compor Desespero enquanto ele estava vivendo em Berlim começando em julho de 1932 e conseguiu para completar o primeiro rascunho em 10 de setembro do mesmo ano. O ano em qual Nabokov estava escrevendo Desespero foi um turbulento para Alemanha. Em junho de 1932, Reichstag tem colapsado e Presidente Incumbente Presidente Paul von Hindenburg chamou para eleições, levando para violência entre os Nazistas e Comunistas. Isso não seria muito antes de o partido nazista vir entrar proeminência e Hitler apontado como chanceler. Isso seria apenas abastecer o ódio de Nabokov para governos totalitários, e esse desdém foi incorporado de alguma forma em Desespero (Hermann é pró-comunista) e mais proeminentemente depois em Convite para uma Decapitação (1936), próximo romance de Nabokov.
Em 1935, Nabokov começou para se tornar crescentemente intrigado com a língua inglesa e elegeu para traduzir seus dois mais recentes romances escritos na época, Riso no Escuro (1932) (primeiro traduzido como Camera Obscura) e Desespero. Nabokov remarcou que traduzindo Desespero foi sua "primeira séria tentativa... para usar inglês pelo que pode ser vagamente denominado um propósito artístico" e terminou em 29 de dezembro depois  naquele ano. Nabokov enviou o manuscrito para Hutchinson & Co. em abril de 1936 e embora a companhia tivesse iniciais reservas, eventualmente concordou para publicar o livro e a tradução foi checada por uma Molly Carpenter-Lee, uma estudante do amigo de Nabokov, Gleb Struve. O livro foi um completo fracasso comercialmente e Nabokov apenas ganhou €40, um amontoado minusculo, mesmo nos anos 1930. A questão foi que Hutchinson apenas publicava baratos, "populares" romances, qual Desespero não era e assim, isso foi distribuído para a errada audiência. Nabokov viria depois lamentar que Desespero foi "um rinoceronte em um mundo de beija-flores".

### Influências
Nabokov intencionava Hermann, e o romance em geral, para ser tipo de um Dostoiévskiano (que é referido para como "Dusky e Dusty" no romance) paródia; isso é mesmo mais evidente como o original título de trabalho para o romance como para ser Zapiski mistifikatora (Notas de um Mistificador), semelhante para Notas do Subterrâneo de Dostoiévski. Em um particular, Hermann mesmo contempla intitular sua narrativa O Duplo, antes de ele perceber que isso tem sido usado, e opta para Desespero em vez. Nabokov infamemente desprezou a escrita de Dostoiévski, com sua excessiva procura pela alma e glorificação de criminosos e prostitutas e isso é refletido em Desespero e Hermann, que leva certa similaridades para Raskólnikov, que tem também planejado um crime perfeito em Crime e Castigo. Adicionalmente, o livro é rico em conexões intertextuais para outros autores tais como Pushkin, Gogol, Turgueniev, Oscar Wilde, e Conan Doyle.

## Criticismo

### Recepção
Desespero é geralmente aclamado como um dos melhores romances russos de Nabokov, juntamente com Convite para uma Decapitação e A Dádiva (1938), e tem um razoável volume de criticismo literário. Autor britânico Martin Amis classificou isso segundo em sua lista de melhores romances de Nabokov, com isso atrás apenas de Lolita (1955). Entretanto, biógrafo de Nabokov Brian Boyd parecia para ter sentimentos ambivalentes em direção a Desespero, notando que embora "pura inteligência de Nabokov crepita em cada linha... o estilo do livro... parecia tristemente faltar em sua estrutura.... Isso nunca convence bem, e página após página que seria feito um arrepio com excitação em outro contexto pode aqui apenas intermitentemente superar o isolamento de um de uma história cuja central premissa falha para merecer a suspensão da descrença".

### Análise
Desespero é o segundo romance de Nabokov para apresentar narração não confiável de um ponto de vista da primeira pessoa, o primeiro sendo O Olho com o personagem Smurov. Entretanto, O Olho foi mais um experimento condensado em uma novela de cem páginas, onde Desespero toma o narrador não confiável em primeira pessoa para sua forma em pleno direito, rivalizando Humbert Humbert de Lolita, e Hermann é em um sentido, primo russo de Humbert. Nabokov comenta em isso no Prefácio para a última edição de Desespero, onde ele remarca que "Hermann e Humbert são iguais apenas no sentido que dois dragões pintados pelo mesmo artista em diferentes períodos de sua vida assemelham cada outro. Ambos são neuróticos canalhas, ainda há uma via verde no Paraíso onde Humbert é permitido para vagar ao entardecer uma vez ao ano; mas Inferno nunca deve parolar Hermann". Para colocar isso simplesmente, o leitor nunca pode ser positivo se Hermann está precisamente narrando os eventos porque ele tende para confundir suas próprias habilidades e talentos enquanto ignorando a realidade ao redor dele.
Adicionalmente, Desespero é também um conto de falsos duplos, um dos favoritos temas de Nabokov. O próprio título do romance anuncia esse tema como falante de francês Nabokov escolheu uma palavra (desespero) qual em francês significa 'alguns pares', ou simplesmente 'pares' (des paires). Mas isso também significa, então para falar, 'para desfazer um par', para 'dis-par', o.s. o processo acontecendo no romance pelo qual o par Hermann pensou existir na verdade revelou em si falsa. Nisso, duplicar parece para ser apenas uma obsessão com semelhanças físicas. Quase todas ficções de Nabokov fizeram amplo uso de duplicar, duplicação, e espelhamento, tais como em Fogo Pálido e Lolita.
Vladislav Khodasevich tem apontado que Nabokov é obcecado com um único tema: "a natureza do processo criativo e o solitário, papel de vida estranha em qual um homem com tal imaginação é inevitavelmente elencado". Hermann que vê si mesmo como um artista compondo o 'assassinato perfeito' ajusta nessa descrição. Em uma moda similar, Julian Connolly chama Desespero "um preventivo conto de criativo solipsismo".

## Filme
Em 1978 o romance foi adaptado no filme Despair, dirigido pelo cineasta alemão Rainer Werner Fassbinder e estrelando Dirk Bogarde. Romance de Nabokov foi adaptado por Tom Stoppard.